# Palazzo Reale (Torino)
Il Palazzo Reale di Torino è la prima e più importante tra le residenze sabaude in Piemonte, teatro della politica degli Stati sabaudi per almeno tre secoli.
È collocato nel cuore della città, nella Piazzetta Reale adiacente alla centralissima Piazza Castello, da cui si dipartono le principali arterie del centro storico: via Po, via Roma, via Garibaldi e via Pietro Micca.
Rappresenta il cuore della corte sabauda, simbolo del potere della dinastia e, congiuntamente alle altre dimore reali della cintura torinese, come la reggia di Venaria Reale, la Palazzina di caccia di Stupinigi o il castello del Valentino, è parte integrante dei beni dichiarati dall'UNESCO quali Patrimonio dell'umanità.
Nel 2016 confluisce nei Musei Reali insieme alla Galleria Sabauda, Armeria Reale, Biblioteca Reale, Palazzo Chiablese e Museo di antichità. Nel 2018 l'intero complesso, incluse le mostre ospitate nelle Sale Chiablese, è stato visitato da 515.632 visitatori.

## Storia

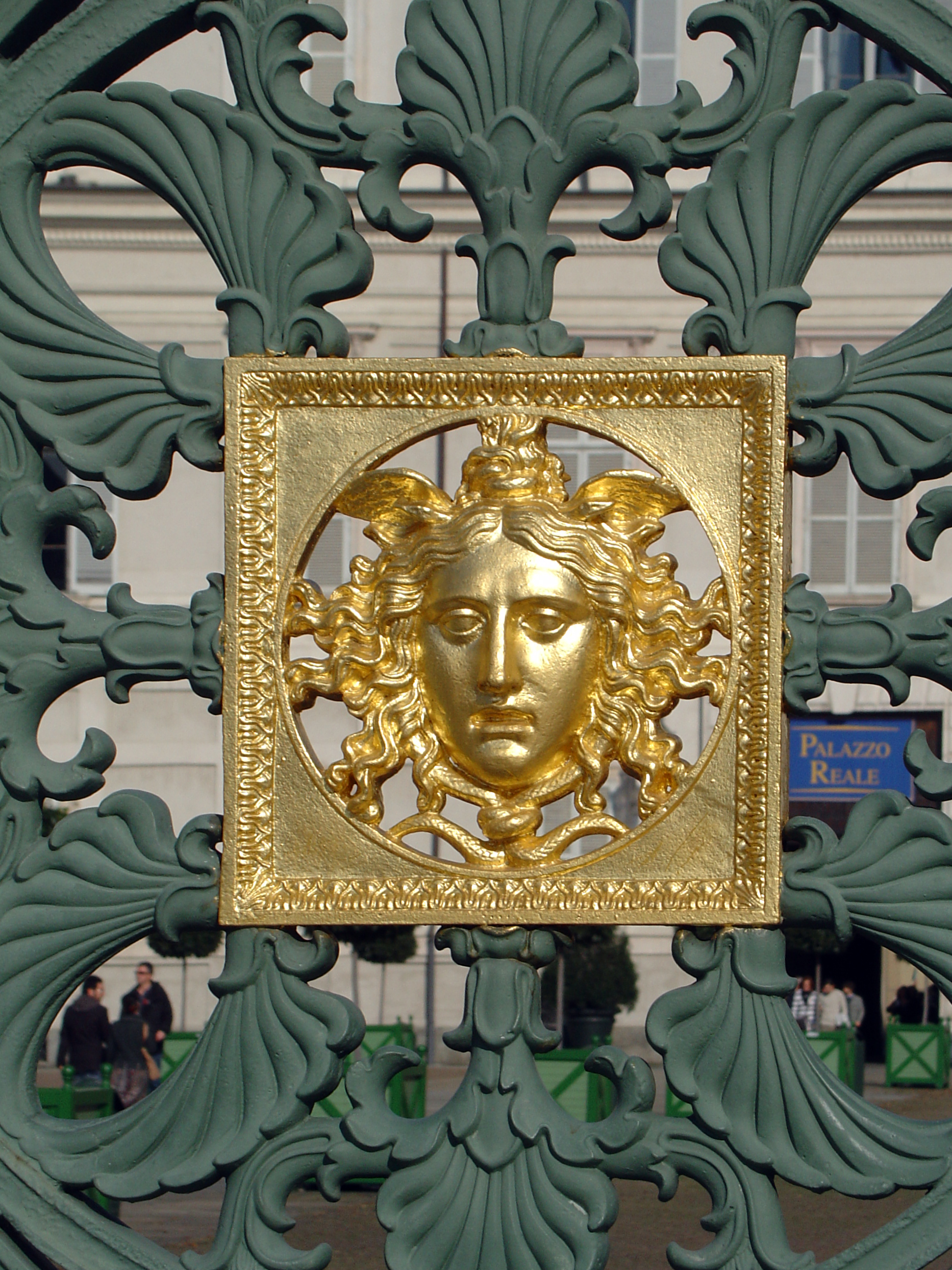
Testa di Medusa, particolare della cancellata di Palazzo Reale.

Il palazzo, destinato a residenza ducale, venne progettato tra la fine del Cinquecento e l'inizio del Seicento da Ascanio Vittozzi. Alla morte di quest'ultimo, i lavori vennero affidati, durante la reggenza di Cristina di Francia, a Amedeo di Castellamonte. La facciata presenta una parte centrale affiancata da due ali più alte, secondo il progetto seicentesco di Carlo Morello. Le sale del piano nobile sono decorate dalle immagini allegoriche che celebrano la dinastia reale, realizzate dalle mani di diversi artisti. Alla fine del Seicento Daniel Seiter viene chiamato per affrescare il soffitto della Galleria, che verrà chiamata anche Galleria del Daniel, e Guarino Guarini edifica la Cappella della Sindone per ospitare la preziosa reliquia.
Nel Settecento viene chiamato, per alcuni interventi di modifica, l'architetto Filippo Juvarra. Egli realizza per il Palazzo la Scala delle Forbici costituita da doppie rampe e il Gabinetto Cinese decorato dagli affreschi settecenteschi di Claudio Francesco Beaumont, artista di corte durante il regno di Carlo Emanuele III. Sempre Juvarra redigerà il progetto e relativi disegni, del magnifico "Gabinetto per il Segreto Maneggio degli Affari di Stato". Un ambiente, altamente decorato sia nella volta, con le pitture di Claudio Francesco Beaumont, sia nelle boiserie, con specchi e legni intagliati e dorati. Inoltre nello stesso ambiente, si trovano i due grandi mobili dell'ebanista, Pietro Piffetti. I due mobili, uno di fronte all'altro, sono alti più di 3 metri e sono realizzati con legni pregiati, avorio, madreperla e decorazioni bronzee. Nel piccolo vano attiguo che prende il nome di "andito al Pregadio", si trovano i magnifici pannelli dipinti da Carlo Andrea Van Loo.
Nell'Ottocento i lavori di restauro e modifica vengono affidati a Ernesto Melano e Pelagio Palagi che si ispirano all'antichità e alla cultura egizia. Il Palagi realizzò la grande cancellata con le statue di Castore e Polluce, che chiude la piazza antistante il Palazzo. Poco dopo l'Unità d'Italia viene realizzato lo Scalone d'Onore sul progetto di Domenico Ferri. La volta dello Scalone d'Onore è dipinta da Paolo Emilio Morgari e rappresenta l'apoteosi di Re Carlo Alberto e del duca Emanuele Filiberto. Trasferita la capitale a Roma, il Palazzo si trasforma da abitazione a Museo pubblico. Il Giardino venne riprogettato a fine Seicento da André Le Nôtre con vari bacini e suggestivi sentieri ornati da fontane e statue. Il Giardino venne negli anni risistemato e restaurato da diversi architetti.
La balaustra è opera di Giovanni Battista Casella "de Monora" e di Mattia Solari (1660).

### Origini della dimora
Il palazzo fa parte di un complesso di edifici, siti nel centro cittadino, che si possono annoverare, certamente, tra i più antichi e ricchi di fascino di Torino: è prossimo al sontuoso Palazzo Madama, uno dei più singolari connubi tra arte antica, medioevale, barocca e neoclassica che si ricordino. A questo proposito, Palazzo Reale è di origini, se non paragonabili per epoca al ben più remoto Palazzo Madama, quantomeno molto precedenti di quel che l'austera facciata possa far sembrare: in origine, l'edificio era adibito a palazzo vescovile, fino almeno al XVI secolo, cosa che ne fa presupporre una fondazione ben più remota.
Il fasto della dimora vescovile può essere solo immaginato, in quanto ben poco si è salvato del periodo precedente al Cinquecento: in ogni caso, doveva avere un fascino ed una magnificenza superiori al già celebre Palazzo Madama se, al momento di trasferire la sede ducale da Chambéry a Torino, Emanuele Filiberto I di Savoia lo scelse come sua personale dimora, cacciandone il legittimo proprietario, dopo aver passato qualche anno nell'adiacente castello di Palazzo Madama, poco consono, forse, per essere elevato a corte.
Fu così che il vescovo venne lasciato dimorare nell'attiguo Palazzo di San Giovanni, mentre la nuova residenza della corte divenne il Palazzo Ducale di Torino, un passaggio che segnò profondamente l'architettura della piazza e della città stessa: siamo nel Cinquecento, e la geografia urbanistica della capitale sabauda relega l'edificio al limitare del muro di cinta, facendone un facile bersaglio per un ipotetico assedio. Non a caso, quindi, sotto Carlo Emanuele II di Savoia si amplierà la città partendo proprio dal lato del palazzo, creando quindi via Po fino a piazza Vittorio Veneto.

### Il periodo d'oro

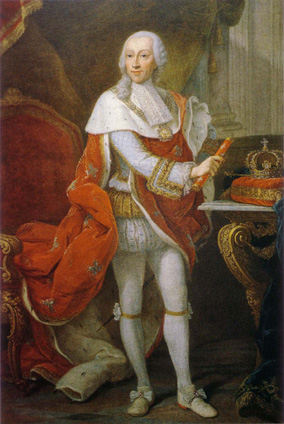
Vittorio Amedeo III: i lavori che caratterizzarono il suo matrimonio sono quelli forse più visibili nel palazzo

Con la morte di Carlo Emanuele I di Savoia nel 1630, iniziamo a considerare la vera evoluzione del Palazzo, che al tempo del "Grande Duca" aveva visto ben poche modifiche, tra le quali si annovera un tempietto circolare interno. La parentesi di Vittorio Amedeo I di Savoia pone alla sommità del ducato una donna, Maria Cristina di Borbone-Francia, definita "Madama Reale", grande estimatrice di questi luoghi. Ed è, infatti, per sua volontà che, dopo i disastri provocati dall'assedio del 1640, che danneggiarono sensibilmente l'edificio, vennero ricostruiti gli ambienti, chiamando il grande architetto di corte Carlo di Castellamonte, col figlio Amedeo; essi realizzarono in gran parte la facciata e gli interni, anche se molti dei lavori che li contraddistinsero vennero, come si vedrà, vanificati dai successivi ritocchi al Palazzo, ordinati dagli stessi sovrani a partire dal 1722 in onore dei matrimoni, specie al secondo piano, dei loro primogeniti.
L'epoca d'oro, quindi, risale proprio ai grandi fasti successivi alla fine dei lavori di ricostruzione, e che potremo collocare già dal 1656, anno della fine dell'imponente e severa facciata di Amedeo di Castellamonte. Ma, se sotto l'austero regno di Vittorio Amedeo II di Savoia il lusso sembrò svanire dalla corte, ridotta per numero e molto censurata nei costumi e nelle frivolezze, ecco che dal 1722, anno del matrimonio di Carlo Emanuele, erede al trono con la principessa palatina Cristina di Baviera-Sulsbach, il lusso tornò ad imperversare nella dimora, almeno nel secondo piano, dedicato dal re di Sicilia al figlio: i lavori, in questa fase, furono diretti da Filippo Juvarra, e molto ancora venne realizzato in seguito all'abdicazione di Vittorio Amedeo, quando il nuovo sovrano si dedicò con estrema apertura alla vita mondana.
E, se per gli allestimenti dell'erede Carlo Emanuele venne chiamato a corte Filippo Juvarra, anche per i successivi matrimoni i sovrani non lesinarono sulla committenza: per le nozze di Vittorio Amedeo III con Maria Antonietta di Borbone-Spagna, venne incaricato Benedetto Alfieri, architetto di corte dal 1739, già rinomato in Piemonte come grande architetto. Poi, quando il secondogenito di Vittorio Amedeo III, Vittorio Emanuele, duca d'Aosta ottenne un'ala della residenza, furono Carlo Randoni e Giuseppe Battista Piacenza a ridisegnare le sale che oggi prendono il nome di Appartamenti del Duca D'Aosta.
Anche Carlo Alberto commissionò dei rifacimenti, per le nozze, questa volta, di Vittorio Emanuele II: l'architetto, molto amato da Carlo Alberto, fu Pelagio Palagi, già autore della grande cancellata, del 1835, visibile innanzi al Palazzo.

### Il declino
Tra il 1799 e il 1815 la residenza ufficiale della famiglia reale e della corte, in esilio da Torino per via dell'occupazione napoleonica, passò temporaneamente al Palazzo Reale di Cagliari.
Con l'Unità d'Italia il Palazzo rimane sede della monarchia fino al 1865: di questi anni, e precisamente nel 1862, è il grande Scalone d'Onore, su progetto di Domenico Ferri, voluto da Vittorio Emanuele II per celebrare la nascita della nuova nazione e per rendere, così, degno di tale titolo regio anche il palazzo: in questo ampio ambiente, grandi tele e statue illustrano momenti e personaggi della storia sabauda.
Con un ingente numero di arredi e di effetti personali, i Savoia si trasferirono quindi a Palazzo Pitti, a Firenze, lasciando la loro prima dimora a semplice alloggio per le loro visite a Torino.
Ulteriori lavori vennero eseguiti per le nozze di Umberto II di Savoia, nel 1930: la caduta della monarchia nel 1946 destinò questi ambienti all'oblio, tant'è che molte ali dovettero essere restaurate pesantemente, come quelle dei Duchi di Aosta al secondo piano.

## Il Palazzo

### Facciata
(Vittorio Alfieri, Vita di Vittorio Alfieri da Asti, cap. 28)

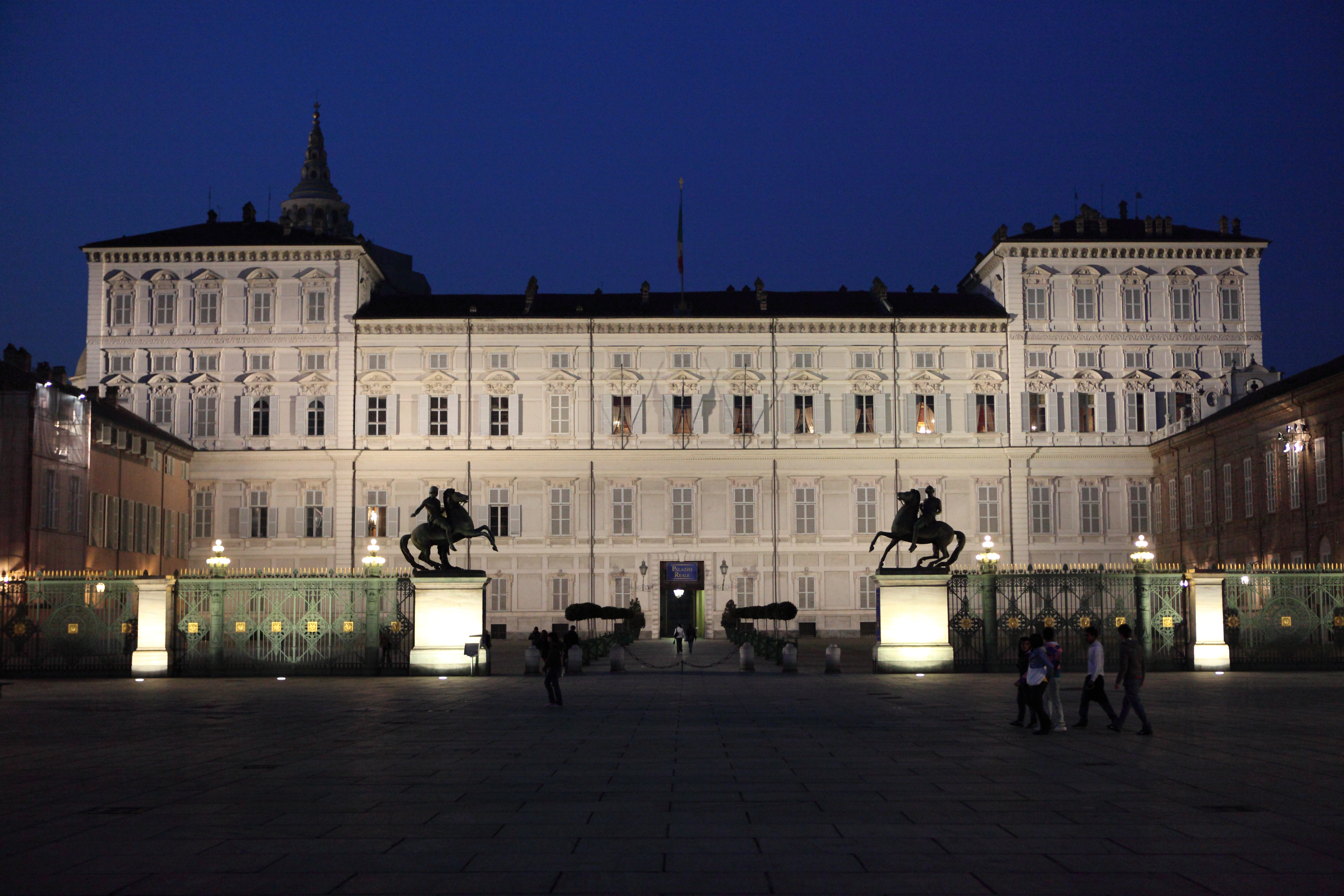
La facciata del Palazzo Reale di notte

Così Vittorio Alfieri, riferendosi a suo zio, Benedetto Alfieri, apostrofa il muro esterno dell'edificio, verso la fine del settecento: quello che oggi vediamo, decisamente elegante, con la famosa cancellata del Palagi, è difatti diverso da come poteva apparire agli occhi dell'astigiano: l'apparenza austera del palazzo è in linea con l'architettura barocca, ma priva di fronzoli, di tutta la piazza. La sua facciata, lunga 107 metri ha un'altezza media di trenta metri, nulla in confronto alla scenografica maestosità della Palazzina di Caccia di Stupinigi, ma allo stesso tempo adatta allo scopo assegnato a questo edificio: il centro strategico da cui esercitare il potere.
Osservando la facciata del palazzo si nota subito la geometria e l'equilibrio dei due padiglioni laterali, a firma degli architetti Carlo di Castellamonte e Amedeo di Castellamonte, la simmetria è interrotta dall'elevarsi maestoso, sulla sinistra, della Cappella della Sacra Sindone, destinata a conservare uno dei gioielli più preziosi in mano a Casa Savoia, ovvero il Sacro Linteo.

### Interni
porta, o finestra, che ne sia priva.»
(Girolamo Orti, raccolta accresciuta di scritti di viaggi)
Questa l'impressione che ebbe il conte Girolamo Orti nel visitare, nella prima metà dell'Ottocento, gli interni del Palazzo Reale, resi così sfarzosi dalla maestria degli artisti che si operarono nel corso dei secoli. Bastino alcuni nomi per avere il livello della raffinatezza raggiunta: Isidoro Bianchi, Claudio Francesco Beaumont, Rocco Comaneddi, Giuseppe Paladino, Francesco de Mura, Angelo Maria Crivelli, Giovanni (Johann) Carlone, Vittorio Amedeo Cignaroli, Leonardo Marini, Michele Antonio Milocco, Giuseppe Duprà, Massimo d'Azeglio, e poi Jean-Baptiste van Loo, Giuseppe Maria Bonzanigo, Pietro Piffetti: il livello dei fregi, delle decorazioni, dell'arte in generale toccò qui alcuni dei più alti apici dell'epoca.

#### Primo piano

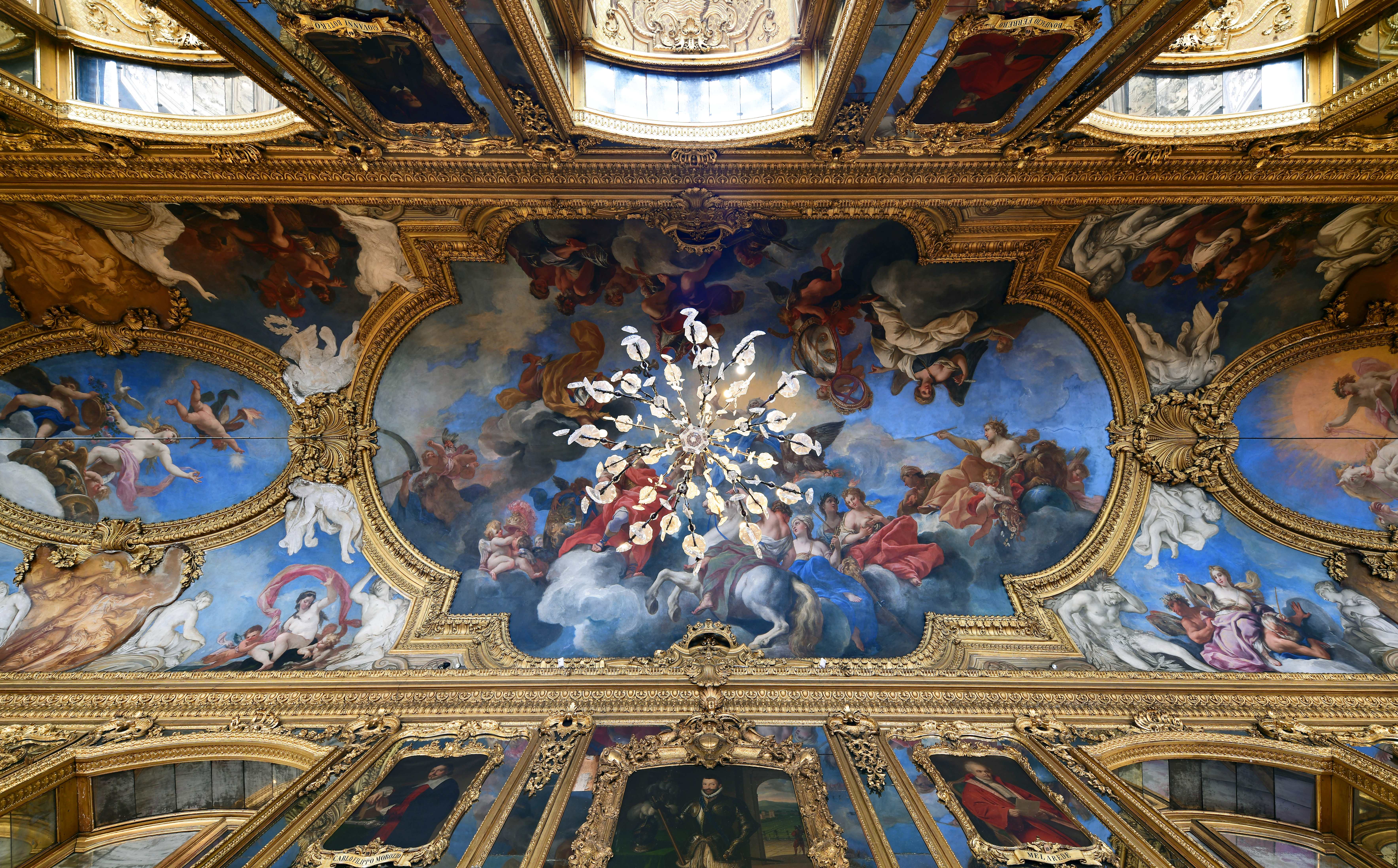
La Galleria del Daniel

Definito generalmente primo piano nobile, esso è dominato da uno stile aulico, teso a sottolineare l'importanza della dinastia; particolare pregio rivestono alcuni ambienti, tra essi il Salotto Cinese, opera in buona parte di Beaumont, già attivo in quel periodo alla Grande Galleria, che poi prese il suo nome, all'Armeria Reale, l'imponente Galleria di Daniel, secentesca, affrescata dal viennese Daniel Seiter, la cui magnificenza rivaleggiava con la Galleria degli Specchi di Versailles, alla quale si ispirava prima di venir trasformata, sotto il regno di Carlo Alberto, in una quadreria con ritratti di personaggi storici, legati a casa Savoia.

Di grande pregio anche l'Appartamento d'Inverno del Re e la Sala del Trono.

#### Secondo piano
Si accede al secondo piano grazie ad uno dei massimi capolavori dell'architetto Filippo Juvarra: la scala detta "delle Forbici", nella quale il messinese ci regala una delle sue trovate più geniali e, al contempo, fascinose: una imponente gradinata in marmo, che sembra librarsi verso l'alto con una voluta leggera e sinuosa, scarica tutto il suo peso sulle pareti adiacenti, quelle del muro esterno del palazzo, in modo da non gravare eccessivamente sul pavimento sottostante, realizzato in legno, un materiale che, quindi, difficilmente avrebbe sopportato il peso del marmo. Juvarra mantiene, in questo caso, le grandi finestre che si affacciano sul cortile retrostante al palazzo, in modo da dotare l'ambiente, per altro poco spazioso, di una fonte di illuminazione esterna efficace.

#### Appartamenti del Principe di Piemonte

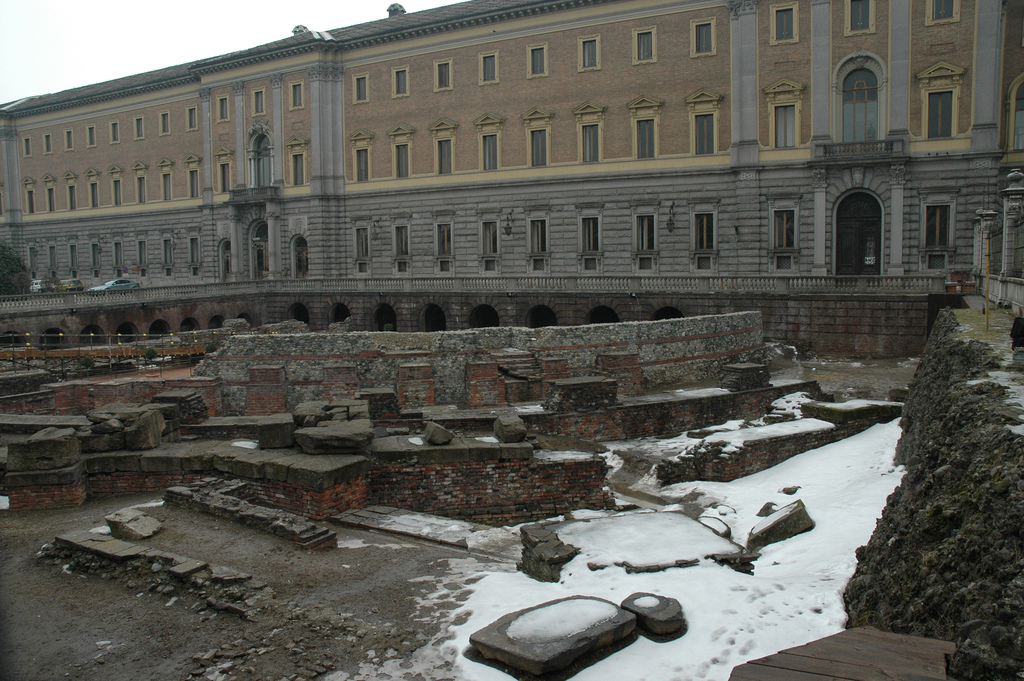
La Manica nuova di Palazzo Reale con i resti del teatro romano

Il secondo piano reca forte l'impronta, dovuta ai continui lavori commissionati dai sovrani per i loro primogeniti, il che accosta, in molte sale, stili e mode differenti a seconda delle epoche. Questi lavori di riallestimento, dovuti al gusto del momento, spesso danneggiavano, come già osservato, le opere preesistenti (emblematici, i soffitti, o gli affreschi); nel 1660 il pittore Giovanni Andrea Casella collaborò all'esecuzione del fregio della sala delle Virtù (detta poi degli Staffieri). L'ornamentazione a stucco dei vari locali si deve a Pietro Somazzi.
Per i matrimoni del 1722, del 1750 e del 1775 furono realizzati, quindi, riallestimenti che toccarono tutto il piano, prima che esso venisse condiviso con le stanze del Duca di Aosta. In particolar modo, si ricordano la grande Sala da Ballo, di tipica impronta alfieriana: la sala, decorata con grandi arazzi raffiguranti Storie di Don Chisciotte, è poi collegata con l'altrettanto fascinosa Piccola Galleria di Beaumont, che svolgeva la funzione di tramite con le ale di Vittorio Emanuele I.
Impronta tipicamente palagiana hanno invece le Tre Anticamere (Sala della Guardia del Corpo, Sala degli Staffieri, sala dei Paggi), e le sale adibite, nel Novecento, come stanze private della Principessa Maria José: soffitti e pavimenti, portando ancora traccia dei disegni dell'architetto preferito da Carlo Alberto di Savoia.

#### Appartamenti del Duca d'Aosta
Dominati dalle impronte di Piacenza e di Randoni, oltre che dalla sapiente manifattura di Bonzanigo, gli appartamenti ducali sono destinati a Vittorio Emanuele I, duca di Aosta, e alla consorte Maria Teresa. La loro dislocazione, nella pianta dell'edificio, li colloca nell'area a ridosso del palazzo dell'Armeria Reale.
Di rilevanza, in queste sale, è il piccolo Gabinetto Cinese, un crogiuolo di stucchi e di lacche orientali, sapientemente lavorate da Bonzanigo e dalla sua squadra per ricreare immagini tipiche del favoloso Oriente.

Particolari della decorazione e del mobilio. Foto di Paolo Monti, 1976.
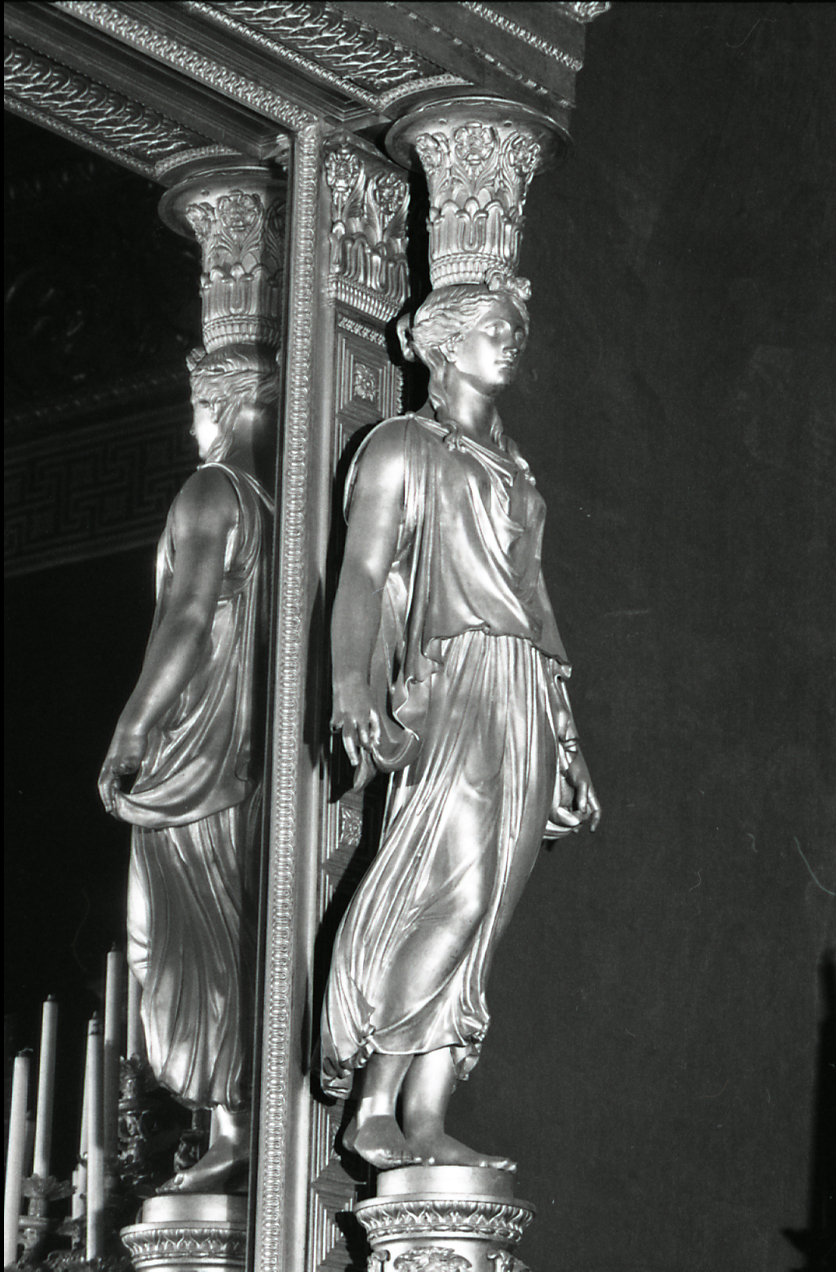
Sala del Consiglio, specchio
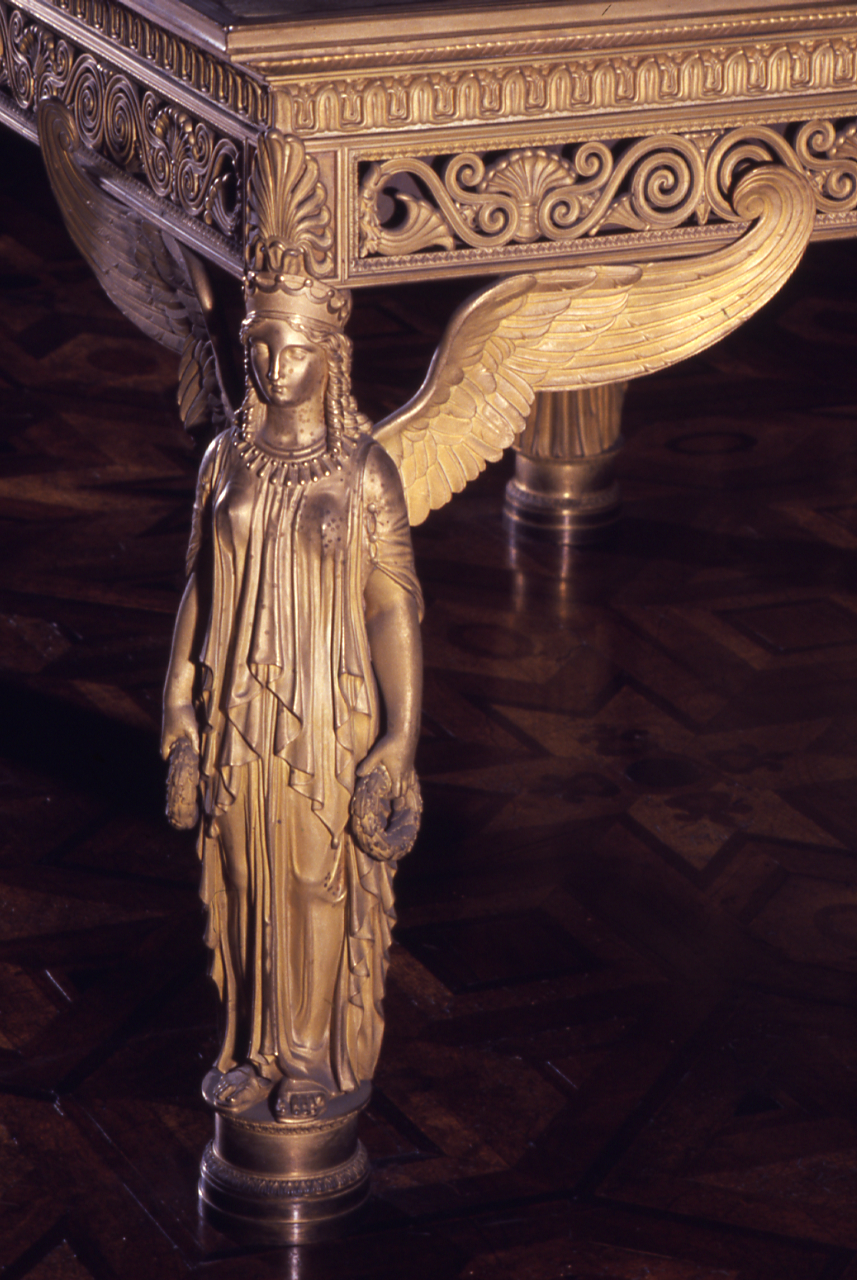
Tavolo
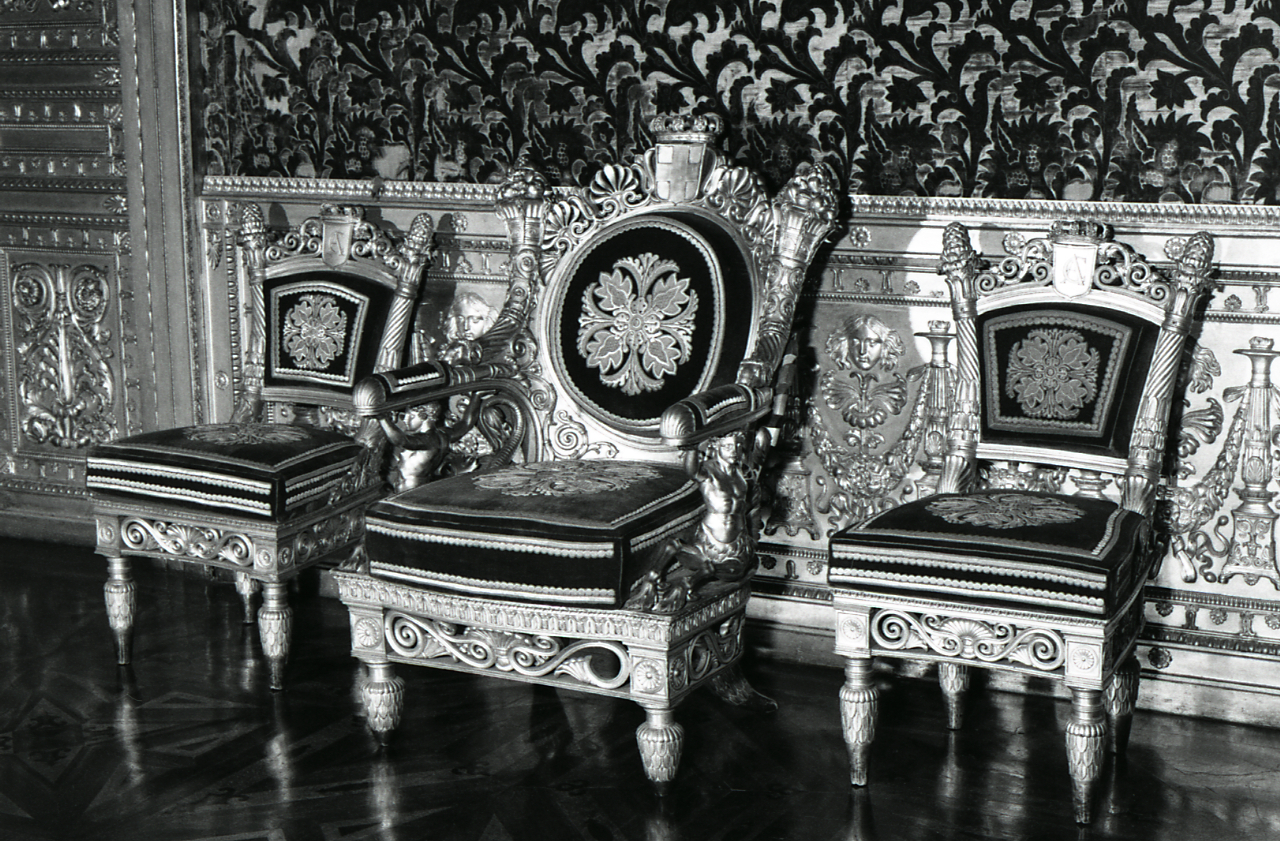
Sedute
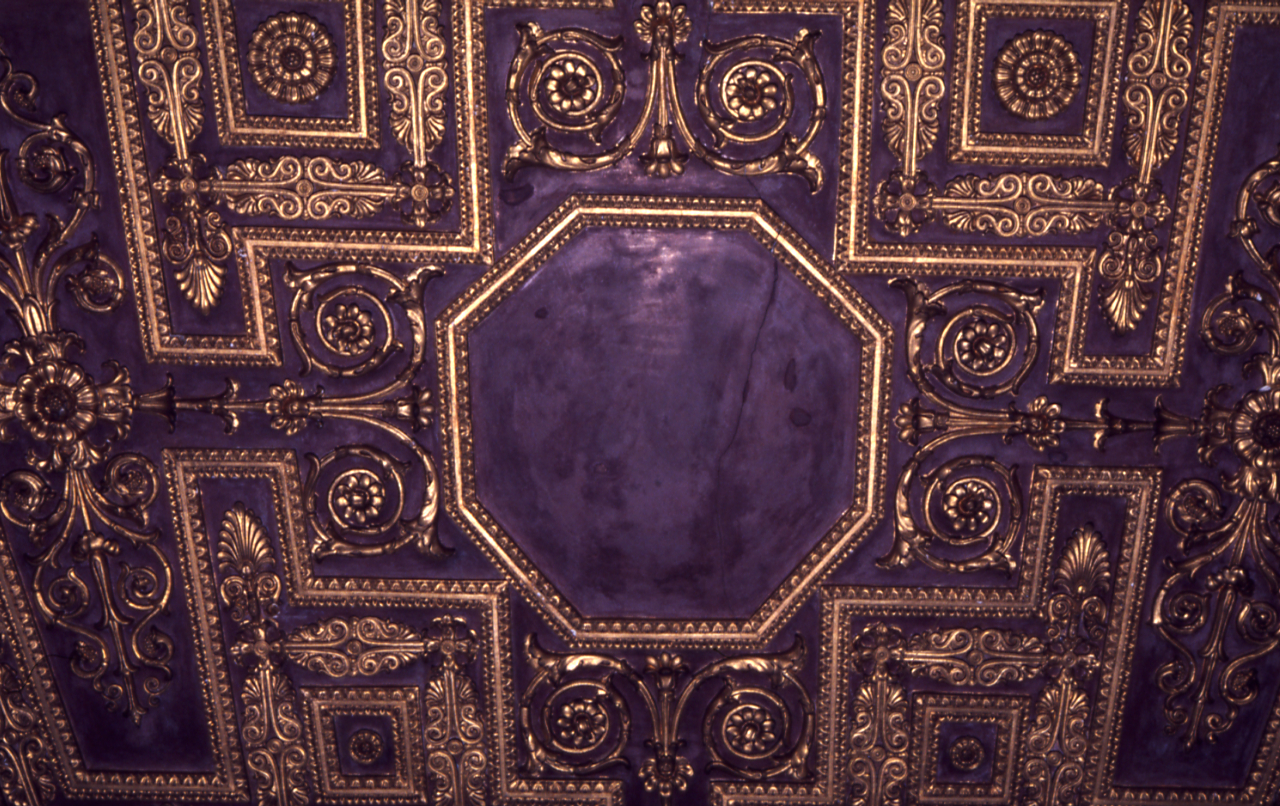
Sguincio finestra
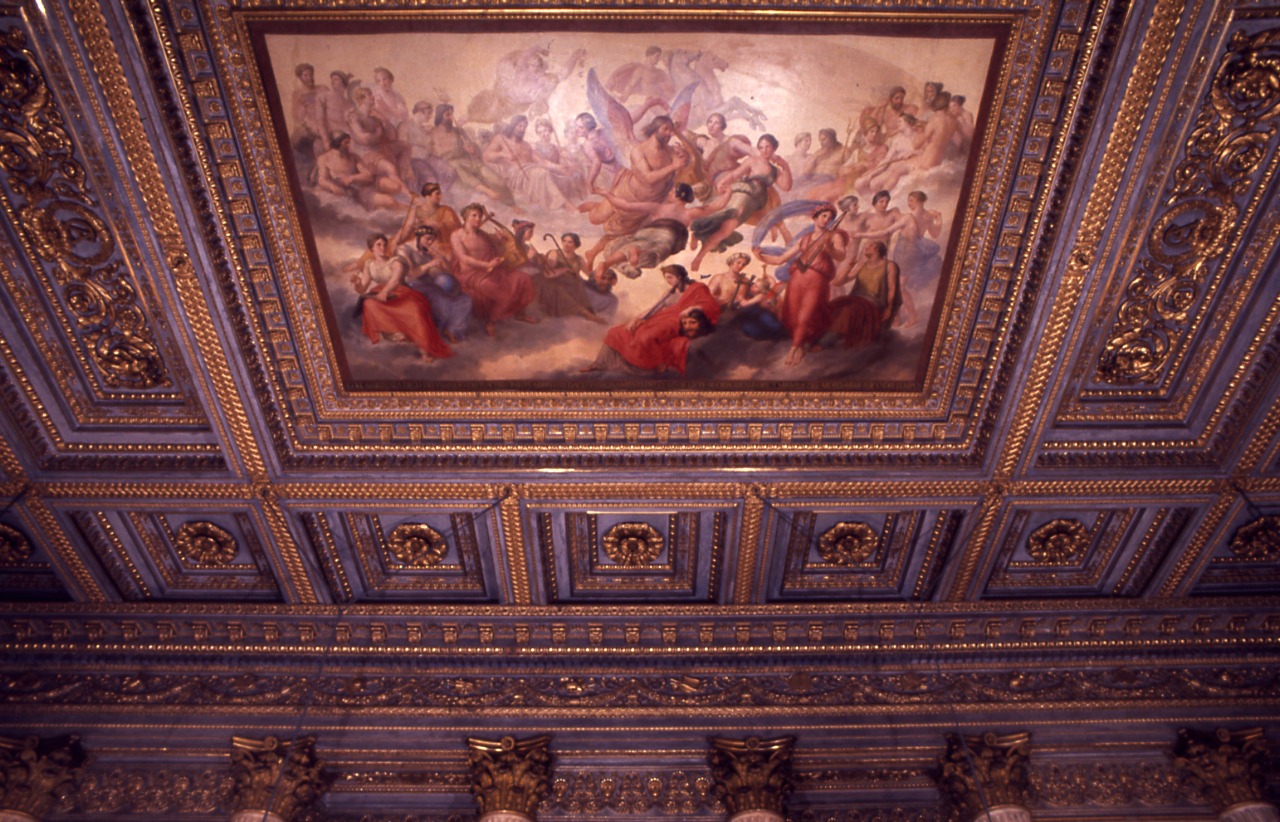
Soffitto sala da ballo
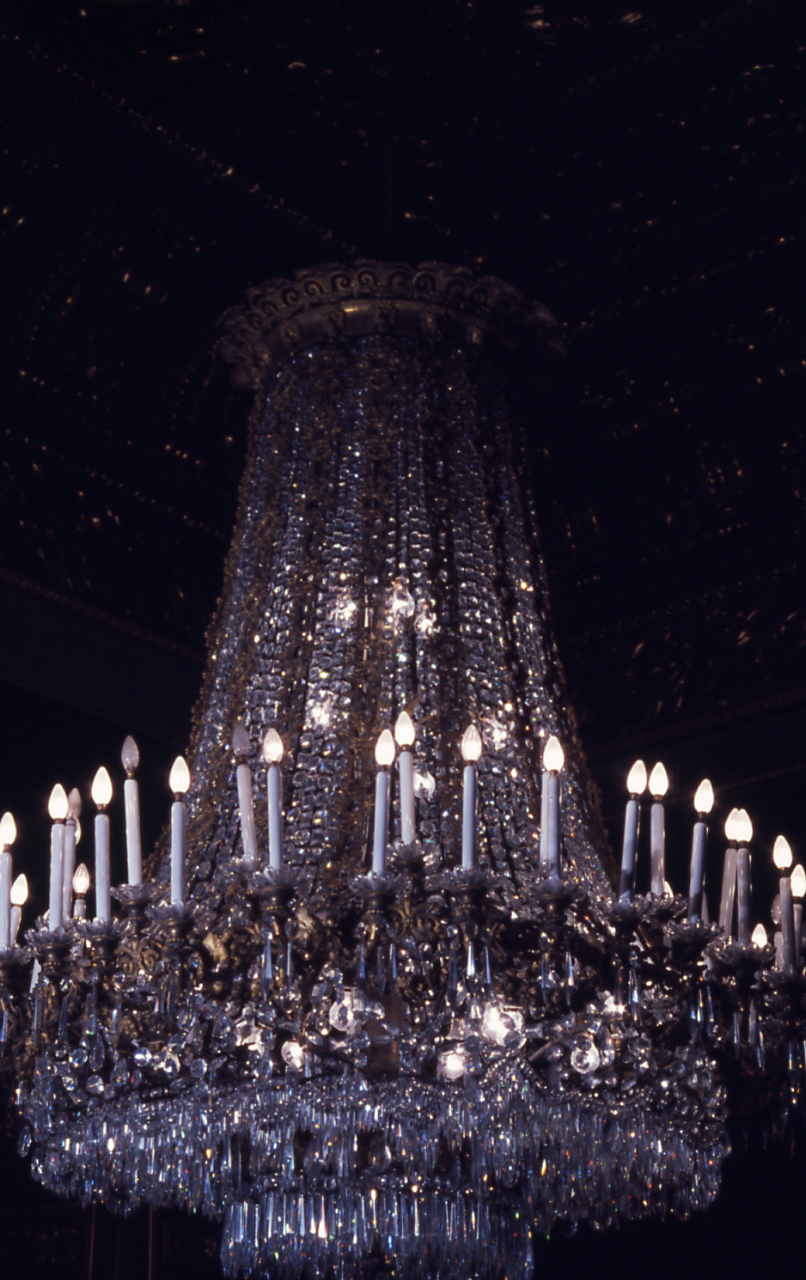
Lampadario

## L'architettura

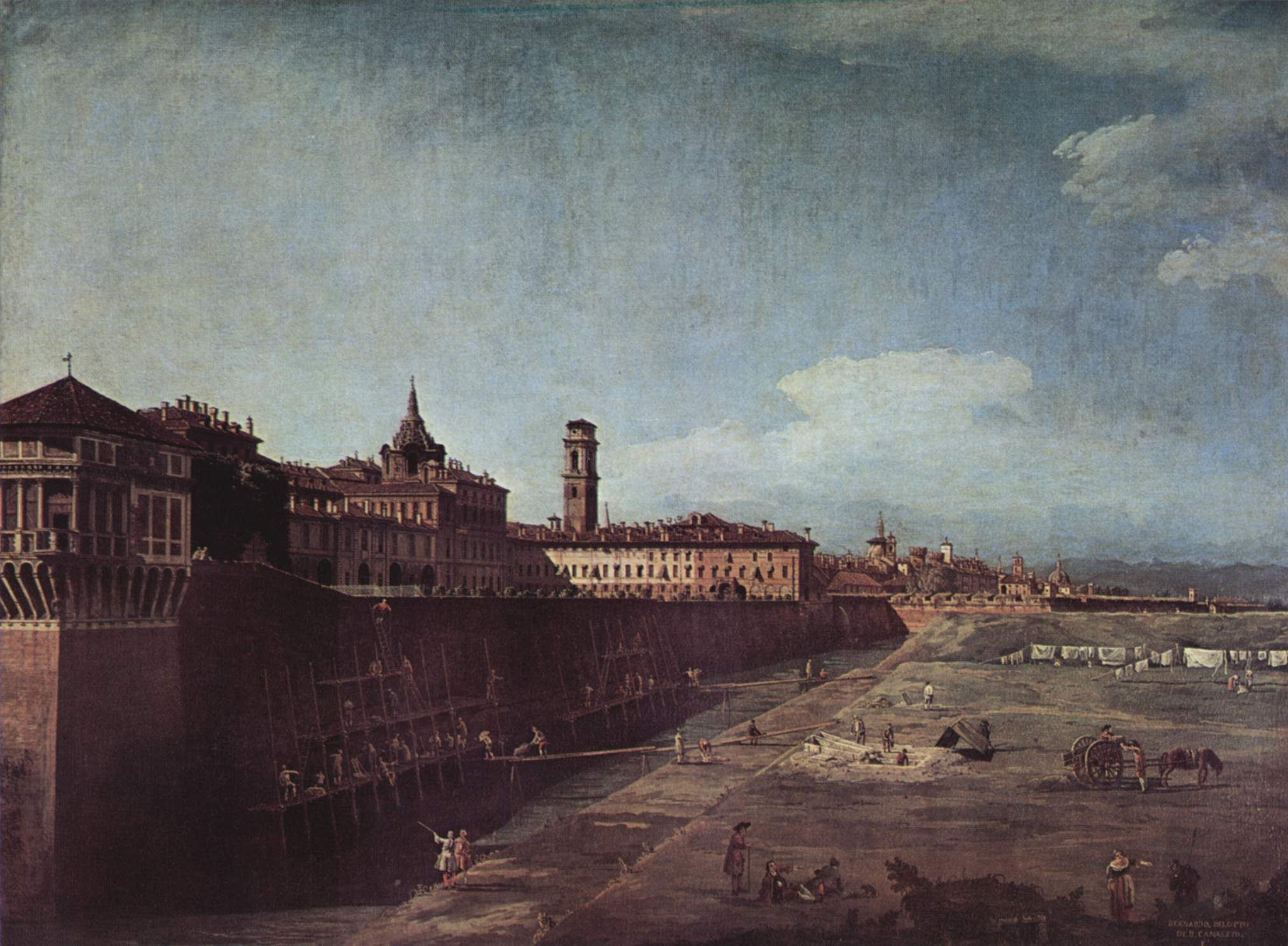
Palazzo Reale visto da fuori le mura cittadine. Dipinto di Bernardo Bellotto, 1745

Gli stili caratterizzanti il palazzo sono tre: barocco, rococò e neoclassico. Ciò si deve ai principali architetti che operarono qui dall'epoca filibertina in poi:
- Carlo di Castellamonte
- Amedeo di Castellamonte
- Filippo Juvarra
- Benedetto Alfieri
- Carlo Randoni
- Giuseppe Battista Piacenza
- Pelagio Palagi

## Gli esterni

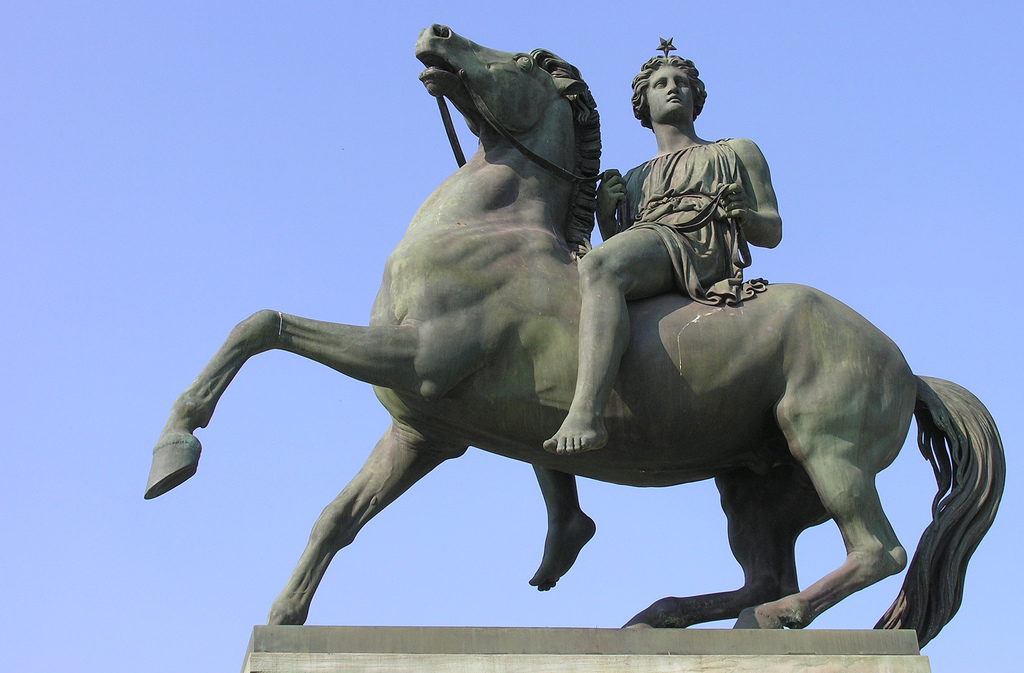
Polluce, uno dei due dioscuri che ornano la cancellata

Gli esterni del palazzo, in Piazza Castello, si affacciano sulla maestosa scenografia della piazza disegnata dal Vittozzi, collegandosi agli altri edifici che, complessivamente, formano il grande corpo della reggia.
La facciata, solenne, che si offre al visitatore da Piazza Castello non è quindi l'unica, ma certamente, oltre ad essere il corpo più importante, è anche quello più famoso. La grande cancellata, eretta in loco di un grande porticato poi distrutto, venne creata dal Palagi, ultimata con le pregevoli statuee dei due Dioscuri, fuse da Abbondio Sangiorgio. Dietro al palazzo, poi, si estendono i Giardini del Parco Regio.

### I Giardini Reali
(Giuseppe Pomba, Descrizione di Torino, 1840)

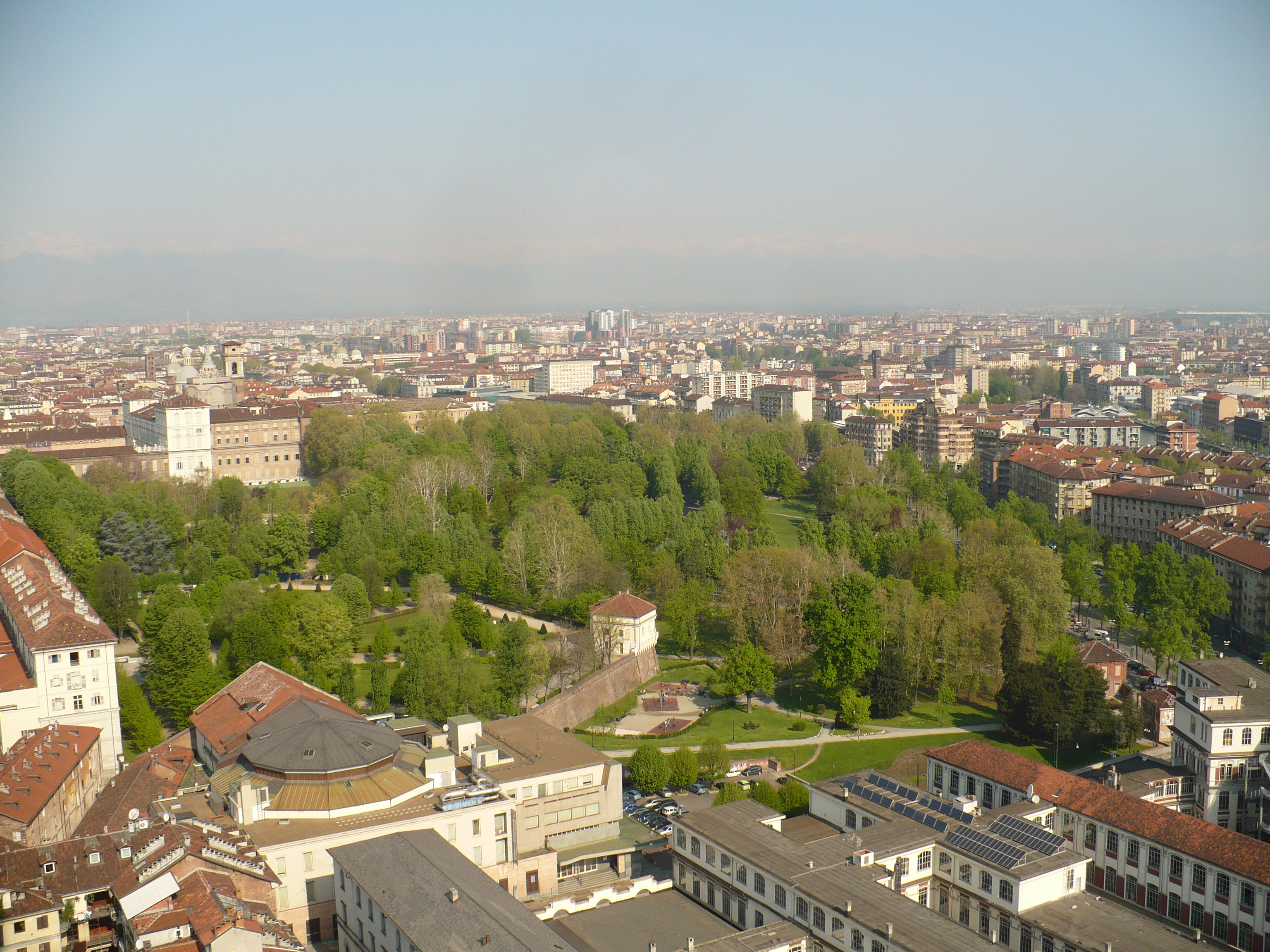
I Giardini visti dalla Mole Antonelliana.

Siti all'estrema periferia di quella Torino che Emanuele Filiberto volle ergere a capitale del suo guerresco ducato, i Giardini Reali del Palazzo presero forma per ispirazione alle maggiori regge d'Europa, allora decorate con gli eleganti giardini, specie di idea toscana (basti pensare alle ville medicee).
Dietro a Palazzo Reale si estendono quindi i Giardini Reali e, quanto oggi visibile, è in gran parte opera dell'architetto André Le Nôtre. Il Le Nôtre, già attivo alla corte di Versailles, per committenza dei Borbone, rispecchiava quella che era una caratteristica dei giardini nobiliari europei, i giochi d'acqua e le prospettiva floreali. Già nell'epoca di Carlo Emanuele I e di Vittorio Amedeo I il giardino aveva subito notevoli ampliamenti, ma è sostanzialmente dal tardo seicento che si avranno, con il lavoro del De Marne (che attuava i progetti del de Nôtre) i veri e propri splendori.
Triste degrado si ebbe durante il periodo napoleonico, durante il quale non mancarono le spoliazioni ed i saccheggi: tutto ciò ebbe termine nel 1805, a seguito della nomina del giardino a Parco Imperiale. Prima del ritorno dei Savoia, a seguito della Restaurazione, quel Giuseppe Battista Piacenza che già aveva lavorato per il secondo piano dell'edificio, ebbe l'incarico di restaurare le settecentesche statue raffiguranti le Stagioni e i grandi vasi celebrativi provenienti dalla Reggia di Venaria Reale, e sostanzialmente questa fu l'ultima grande modifica che subì il giardino: ancora qualche statua venne posta verso fine Ottocento, quando per volontà di Vittorio Emanuele II si posero qui le raffigurazioni marmoree di Amedeo VI di Savoia, Vittorio Amedeo I e Vittorio Amedeo II, ma lo spostamento della capitale a Roma ridusse drasticamente l'importanza del luogo.